# Rhabdoblatta everetti
Rhabdoblatta everetti är en kackerlacksart som först beskrevs av Hanitsch 1931.  Rhabdoblatta everetti ingår i släktet Rhabdoblatta och familjen jättekackerlackor. Inga underarter finns listade i Catalogue of Life.